# Goričane
Goričane is een plaats in Slovenië en maakt deel uit van de gemeente Medvode in de NUTS-3-regio Osrednjeslovenska. De plaats telde 520 inwoners op 1 januari 2020.

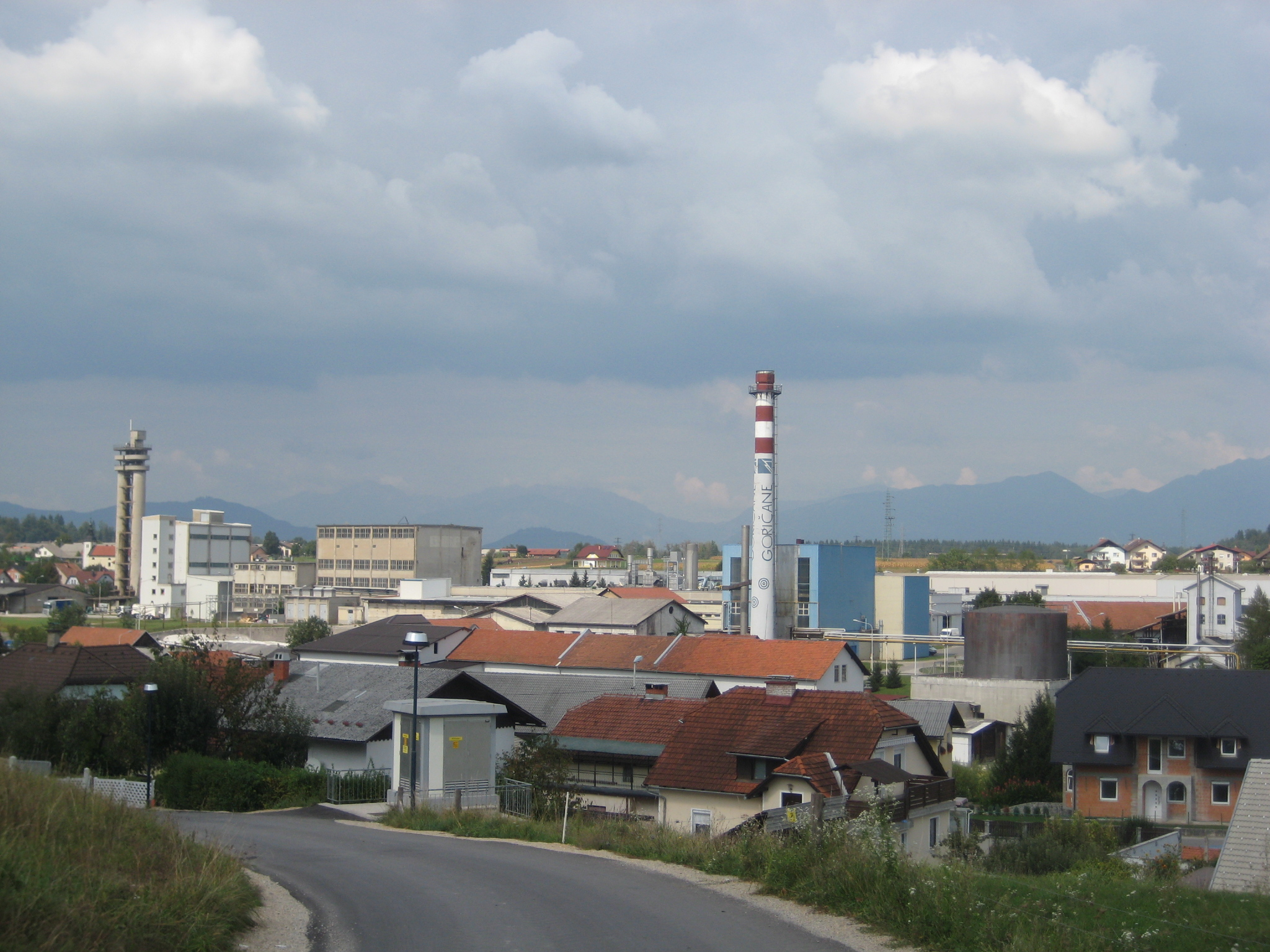
Goričane
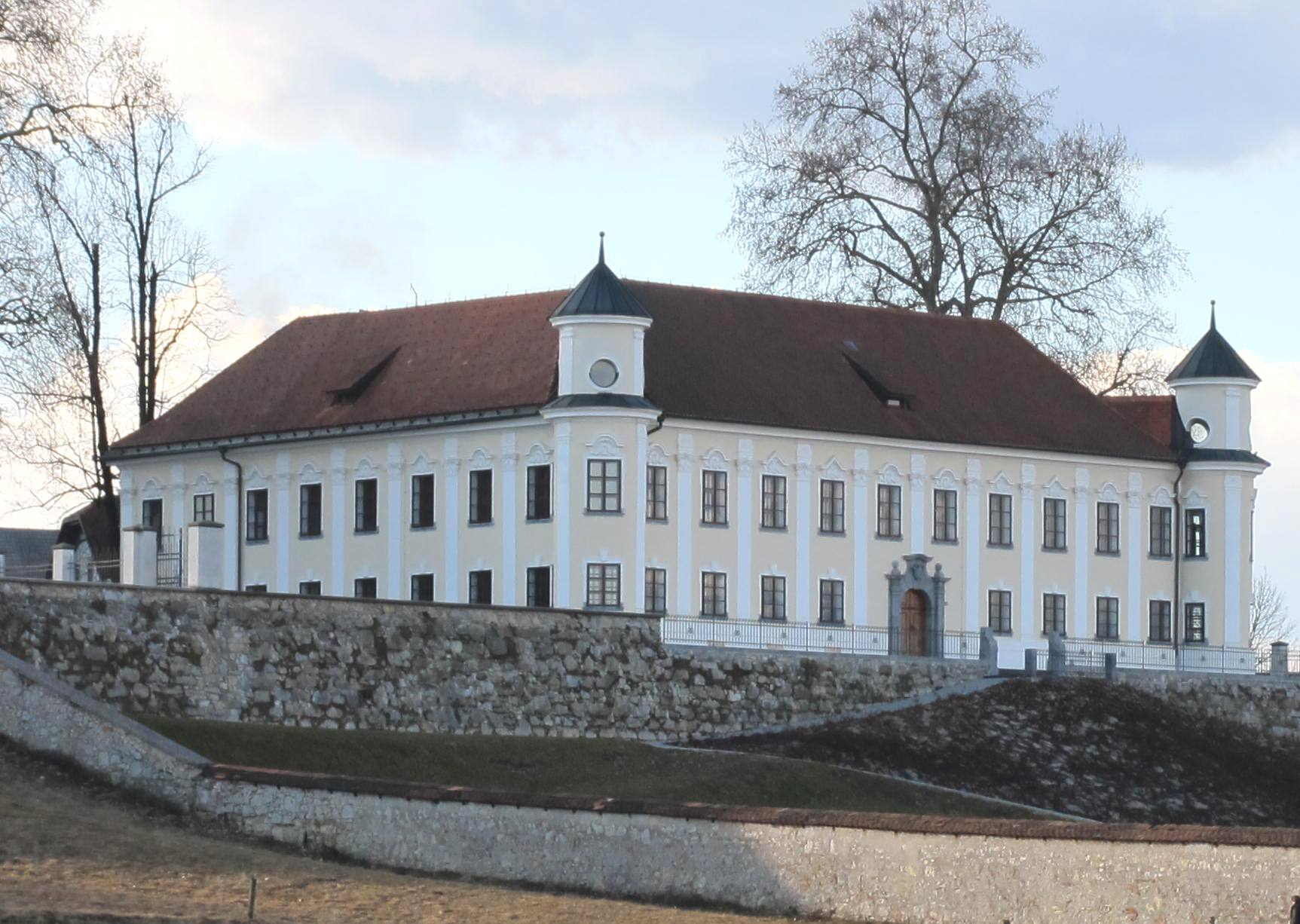
Landgoed bij Goričane